# شاتل دو نوور
شاتل دو نوور (به فرانسوی: Châtel-de-Neuvre) یک کمون (فرانسه) در فرانسه است که در canton of Le Montet واقع شده‌است. شاتل دو نوور ۱۹٫۳۴ کیلومتر مربع مساحت دارد ۲۳۷ متر بالاتر از سطح دریا واقع شده‌است.